# Metalokompleksna bojila
Metalokompleksna bojila predstavljaju grupu kromnih i kobaltovih kompleksa (pretežno) ortooksiazo-bojila. Prema sadržaju kompleksno vezanoga metala u molekuli bojila dijele se ova u: 
- metalkompleksna bojila 1 : 1, koja se veoma dobro tope u vodi i s kojima se boja vuna iz veoma kiselih kupelji (palatinska i neolanska bojila), i
- metalkompleksna bojila 1 : 2, koja se teže tope u vodi, a bojanje se njima iz slabo kiselih do neutralnih kupelji (cibalani, irgalani, izolani, ortolani).

Oba tipa bojila daju na vunenom materijalu vrlo postojana obojenja, a primjenjuju se i na poliamidna i modificirana poliakrilonitrilna vlakna. Naročito dobre postojanosti postižu se na sintetičkim vlaknima metalkompleksima 1 : 2 koji se ne tope u vodi, ali koji su pripremljeni u finim disperzijama. 

## Umjetna bojila
Umjetna bojila ili sintetska bojila pojavljuju se nakon sinteze mauveina iz anilina (W. H. Perkin, 1856.). Njihova se tržišna primjena temeljila na proizvodnji velikih količina anilina iz katrana kamenog ugljena kao sirovine (otuda naziv katranske, odnosno anilinske boje). Nakon otkrića diazotacije i alizarinske sinteze u drugoj polovici 19. stoljeća, ostvarena je industrijska sinteza indiga, kongo crvenila, indantrena i mnogih drugih bojila. Disperzijska bojila uvedena su 1923., a reakcijska 1956. Bojila za tekstil u Hrvatskoj proizvodi od 1950. zagrebačka tvornica "Chromos – Organske boje". Umjetna bojila su jeftinija i velike učinkovitosti, stoga danas drže vodeći položaj u proizvodnji.
Sintetska bojila mogu se podijeliti prema materijalu koji se njima bojaju na bojila za tekstil, za kožu, za papir, za plastične mase, za hranu, za ulja, masti, voskove, tekuća goriva i maziva, za premazna sredstva i naliče i za druge specijalne svrhe. Bojila za tekstil mogu se podijeliti na bojila za biljna vlakna, za životinjska vlakna, za sintetička vlakna i za miješana vlakna ili tkanine. Među bojila za specijalne svrhe idu bojila za mikroskopiju, za fotografiju, za kozmetiku, za pirotehniku, za farmaceutske svrhe, za kemijsku analizu (indikatori).
Prema svojstvima bojanja dijele se bojila u ove grupe:
- bojila topljiva u vodi: 
  - bazna,
  - kisela,
  - močilna,
  - metalkompleksna,
  - supstantivna (direktna),
  - reaktivna,
  - leukoesteri reduktivnih bojila (indigosoli);
- bojila topljiva u alkoholu;
- bojila netopljiva u vodi: 
  - bojila koja se redukcijom mogu prevesti u leukospojeve topljive u vodi (reduktivna i sumporna bojila),
  - disperziona bojila,
  - bojila topljiva u mastima i uljima,
  - pigmentna bojila,
  - bojeni lakovi;
- bojila koja se grade na vlaknu (materijalu): 
  - naftol-AS bojila,
  - acetatna bojila za razvijanje,
  - oksidaciona bojila,
  - bojila koja nastaju u diazotipiji,
  - bojila za višeslojnu fotografiju u bojama.[1]

## Ftalocijanin
Ftalocijanin je veliki, aromatični, makrociklički, organski spoj s kemijskom formulom (C8H4N2)4H2. Sastoji se od četiri izoindolne jedinice povezane dušikovim atomima. Ftalocijanin ima dvodimenzionalnu geometriju i sustav prstena koji se sastoji od 18 π-elektrona. Opsežna promjena mjesta (delokalizacija) π-elektrona daje molekuli korisna svojstva koja su našla primjenu u bojama i pigmentima. Metalni kompleksi izvedeni iz ftalocijanina vrijedni su u katalizi, organskim solarnim ćelijama i fotodinamičkoj terapiji.